# Radha Burnier
Radha Burnier (15 de noviembre de 1923 a 31 de octubre de 2013) nació en Adyar, India). Fue presidenta de la Sociedad Teosófica Adyar desde 1980 hasta su muerte en 2013. Fue la Secretaria General de la Sección de India de la Sociedad entre 1960 y 1978. Hija de Sri Ram, quien a su vez fue el quinto Presidente de la Sociedad Teosófica Adyar, fue educada en escuelas Teosóficas y estudió en la escuela de danza clásica India (Fundación Kalakshetra) de Rukmini Devi Arundale. Más tarde asistió a la Universidad Hindú de Benarés donde obtuvo una licenciatura con honores y un M.A. en sánscrito, obteniendo primer lugar en esa universidad. Desempeñó un papel fundamental en la película de Jean Renoir El río.
Burnier se unió a la Sociedad Teosófica en 1935 y fue Presidenta de las Logias para jóvenes y más tarde para adultos durante varios años. Fue presidenta de la Federación Teosófica Madras (1959-63) y bibliotecaria y trabajadora en la sede de la sección India de la Sociedad Teosófica (1945-51). Ella fue miembro del Consejo General de las S.T. (Adyar) desde 1960 y perteneció a su Comité Ejecutivo, Comité de finanzas y Consejo de la Casa Editorial durante muchos años. Disertó extensamente alrededor del mundo de manera regular desde 1960 y fue oradora invitada en muchas convenciones, congresos y cursos de verano. Presidió tres congresos mundiales de la Sociedad Teosófica: de 1982 en Nairobi, Kenia; en Brasilia, Brasil, 1993 y 2001 en Sídney, Australia. En julio de 1990 llevó a cabo dos seminarios muy concurridos sobre "Regeneración Humana" en el Centro Internacional Teosófico en Naarden, Holanda (Países Bajos), que incluyeron a participantes de muchos países. En una de las sesiones, hablando de "Regeneración y los objetivos de la S.T.”, dijo: «La fraternidad Universal, la realización de una mente en la que no hay prejuicios de ningún tipo, ninguna barrera contra cualquier cosa, es la regeneración, porque esa conciencia es totalmente diferente de la conciencia ordinaria». Es autora de numerosos artículos en la revista The Theosophist, de la que ha sido editora desde 1980, y en otras revistas teosóficas. Supervisó y dirigió el trabajo del Centro de Investigación y Biblioteca de Adyar desde 1954 y es editora de revistas de investigación de esa biblioteca y sus publicaciones. También tradujo obras del sánscrito al inglés para su publicación.
Radha Burnier dirigía el Instituto Krotona de Teosofía en Ojai, California, y el centro Manor en Sídney y fue presidenta del Centro Internacional de Teosofía en Naarden, Holanda. Fue presidenta de la Sociedad de Educación Olcott, la Orden Teosófica de Servicio (fundada por Annie Besant en 1908), la Beca de Educación Besant y fundadora del Movimiento de Nueva Vida Para La India (1968), que promueve la ciudadanía correcta, los valores correctos y medios correctos entre los ciudadanos indios. Fue un exmiembro de "Le Droit Humain" y la Jefa de la Orden Oriental de Co-Masonería Internacional. También fue una estrecha colaboradora de Jiddu Krishnamurti y fue un fideicomisaria de la Fundación Krishnamurti en la India. El 4 de noviembre de 1980, a invitación suya, Krishnamurti visitó Adyar tras una ausencia de 47 años. Caminó junto a ella y un número de residentes desde la puerta principal del recinto de la Sociedad Teosófica hasta la orilla del mar y visitó la playa donde él fue descubierto, en 1909, por C. W. Leadbeater. Dos años más tarde, en diciembre de 1982, durante la Convención del Centenario de la Sociedad Teosófica en Adyar, Krishnamurti plantó un árbol de Bodhi en Adyar.

## Vida personal
Radha Burnier se casó con Raymond Burnier, un fotógrafo suizo llegado a la India en 1932. Ella falleció en 2013, casi a los 90 años (menos 15 días), en Chennai después de una prolongada enfermedad.
Radha Burnier se distinguió por su apoyo a muchas causas humanistas, destacando entre ellas la educación para los hijos e hijas de los no privilegiados. 
De apariencia seria, era una persona sumamente afectiva y siempre dispuesta a compartir y dialogar sobre temas filosóficos y religiosos, siempre cuestionando y profundizando. 
En sus pláticas personales y públicas abundaban las referencias a Jiddu Krishnamurti, a quien conoció personalmente.

## Obras
- Human regeneration, lectures and discussions. Theosophical Publishing House, Wheaton 1991; ISBN 81-7059-169-4
- No Other Path to Go. Theosophical Publishing House, Wheaton 1985; ISBN 0-8356-7578-5
- The Way of Self-Knowledge. Theosophical Publishing House, Wheaton 1993; ISBN 81-7059-216-X
- Truth, Beauty, and Goodness. Theosophical Publishing House, Wheaton 1985; ISBN 0-8356-7576-9